# Hippolyte Ribbrol
Louis François Hippolyte Ribbrol, né le 30 août 1839 à Blois et mort le 19 janvier 1922 au Perreux-sur-Marne, est un peintre et céramiste français.

## Biographie
Hippolyte Ribbrol est élève de Thomas Couture et est actif à Orléans.
Il s'est tout particulièrement attaché à la peinture de paysage, notamment sur les sites de Belle-île-en-mer, Saint-Georges-de-Didonne, ou encore Orléans.
Il envoie ses œuvres au Salon de 1877 à 1880. 
En 1900, il demeure à Orléans au 2, rue du Coulon, lorsqu'il marie sa fille Savine Françoise avec l'éditeur de musique Vincent Marie Paul Naudin.

## Œuvres

### Peinture
- Dune du bois de Riveau et phare de Saint-Georges (Saint-Georges-de-Didonne, Charente-Maritime), huile sur toile, 88,7 × 146 cm, localisation inconnue[7].
- Paysage, huile sur toile, 24 × 35 cm, localisation inconnue[8].
- Barque sardinière, huile sur toile, 15 × 23 cm, localisation inconnue[9].
- Retour de pêche à Belle-Île, huile sur panneau, 16 × 23,5 cm, localisation inconnue[10].
- Paysage de rivière, huile sur toile, 72 × 53 cm, localisation inconnue[réf. nécessaire].
- Le Pressoir vert, commune de Semoy (Loiret), exposé à la Société des amis des arts d'Orléans en décembre 1874, huile sur toile, 32 × 40 cm, localisation inconnue, à droite d'un orme près duquel est un tas de fagots, une maison aux volets verts[réf. nécessaire].
- La Source Rollin à Orléans, 1877, localisation inconnue[réf. nécessaire].
- Le Moulin de Rechets, Salon de 1880, centre hospitalier régional d'Orléans[11].
- Vue de Grey, huile sur toile, localisation inconnue[11].
- Belle-Île, bord de mer, huile sur toile, 66 × 92 cm, localisation inconnue[réf. nécessaire].
- Côte rocheuse à Belle-Île, huile sur toile, 38,5 × 55,5 cm, localisation inconnue[réf. nécessaire].
- Les Thonniers Belle-Île, huile sur toile, localisation inconnue[réf. nécessaire].
- La Plage de Donan à Belle-Île-en-Mer, huile sur panneau, 15,5 × 24 cm, localisation inconnue[réf. nécessaire].

### Faïence
- Tour des ruines du château de Vendôme, localisation inconnue[réf. nécessaire].
- Ruines du château de Montoire, localisation inconnue[réf. nécessaire].

Œuvres d'Hippolyte Ribbrol
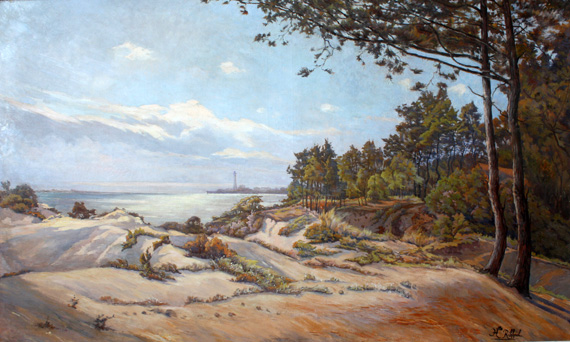
Dune du bois de Riveau et phare de Saint-Georges, localisation inconnue.
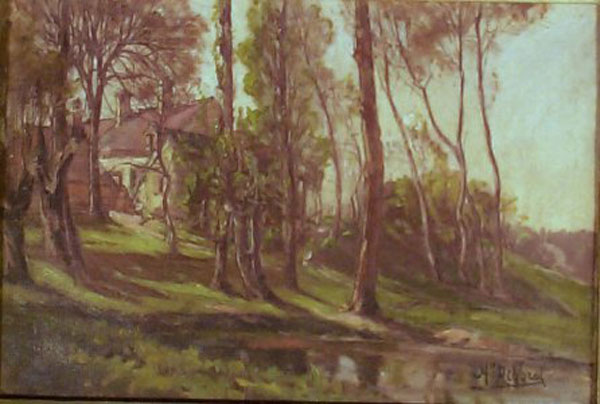
Paysage, localisation inconnue.
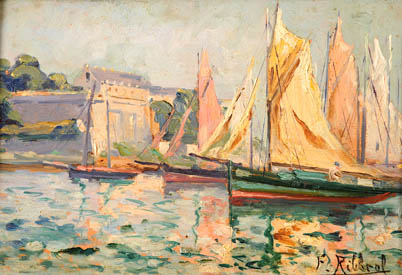
Retour de pêche à Belle-Île, localisation inconnue.
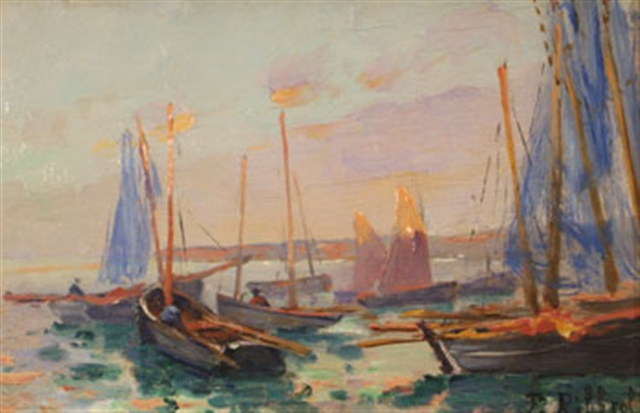
Barque sardinière, localisation inconnue.